# Liste der Biografien/Johna
Liste der Biografien |
Portal Biografien |
Personensuche
# |
A |
B |
C |
D |
E |
F |
G |
H |
I |
J |
K |
L |
M |
N |
O |
P |
Q |
R |
S |
T |
U |
V |
W |
X |
Y |
Z |
?
 
Ja |
Jb |
Jd |
Je |
Jh |
Ji |
Jj |
Jl |
Jn |
Jm |
Jo |
Jp |
Jr |
Js |
Jt |
Ju |
Jv |
Jw |
Jy
 
Joa–Jog |
Joh |
Joi–Jom |
Jon |
Joo |
Jop |
Jor |
Jos |
Jot |
Jou |
Jov |
Jow |
Jox |
Joy |
Joz
 
Joha |
Johe |
Johi |
Johl |
John |
Joho |
Johr |
Johs
 
Johna |
Johnc |
Johne |
Johnk |
Johnm |
Johnn |
Johno |
Johns |
Johny
Die Liste der Biografien führt alle Personen auf, die in der deutschsprachigen Wikipedia einen Artikel haben. Dieses ist eine Teilliste mit 5 Einträgen von Personen, deren Namen mit den Buchstaben „Johna“ beginnt.

## Johna
- Johna, Lilith (* 2007), deutsche SchauspielerinLilith Johna (* 2007)

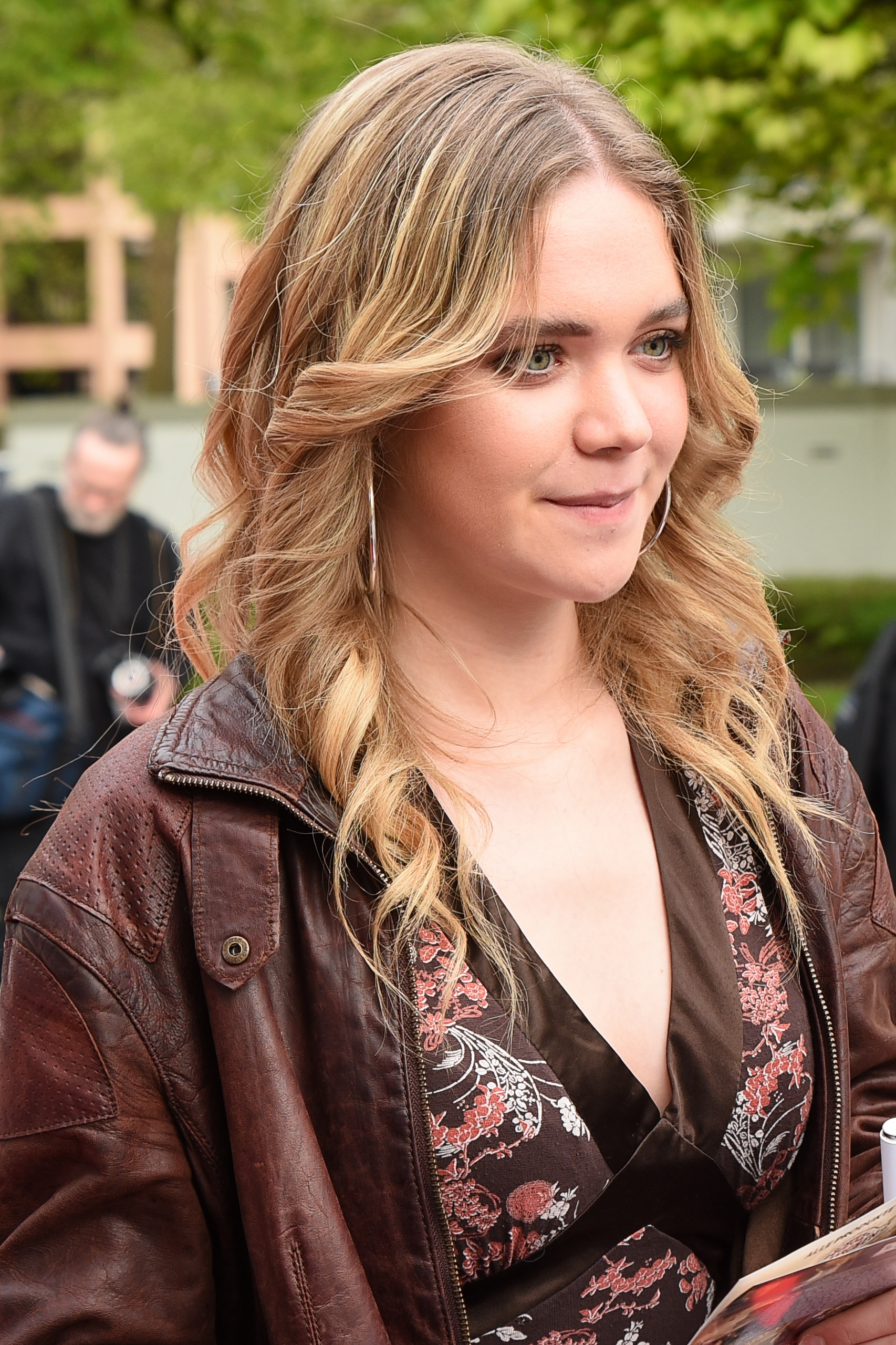
Lilith Johna (* 2007)

- Johna, Rudolf (1933–2014), deutscher Politiker (SPD), MdL
- Johna, Susanne (* 1965), deutsche Medizinerin und Ärztefunktionärin
- Johna, Yvonne (* 1974), deutsche Schauspielerin

### Johnak
- Johnakins, Leslie (1911–2005), US-amerikanischer Jazzmusiker (Alt- und Baritonsaxophon, Komposition, Arrangement)